# روبرت إي. غلوفر
روبرت إي. غلوفر (بالإنجليزية: Robert E. Glover)‏ هو مهندس أمريكي، ولد في 1896، وتوفي في 1984.